# Boøwy
I Boøwy sono stati un gruppo musicale giapponese originario di Takasaki e attivo dal 1981 al 1988.

## Membri
- Kyosuke Himuro (氷室京介) – voce (1981–1988)
- Tomoyasu Hotei (布袋寅泰) – chitarra, tastiera, cori (1981–1988)
- Tsunematsu Matsui (松井恒松) – basso (1981–1988)
- Makoto Takahashi (高橋まこと) – batteria (1981–1988)
- Mamoru Kimura (木村マモル) – batteria (1981)
- Kazuaki Fukasawa (深沢和明) – sassofono, cori (1981–1982)
- Atsushi Moroboshi (諸星アツシ) – chitarra (1981–1982)

## Discografia parziale
- 1982 – Moral
- 1983 – Instant Love
- 1985 – Boøwy
- 1986 – Just a Hero
- 1986 – Beat Emotion
- 1987 – Psychopath